# حصار السبعين
حصار السبعين أو حصار صنعاء هو حصار فرضته القوات الملكية اليمنية على الجمهوريين المتحصنين في العاصمة صنعاء، وقد دام الحصار سبعين يوماً (28 نوفمبر 1967 إلى 7 فبراير 1968م)، استطاع الملكيون فرض الحصار على صنعاء بعد سقوط جبهة نهم شرق صنعاء، والتي كانت قد شهدت معارك متواصلة منذ قيام ثورة 26 سبتمبر 1962، وشهد الحصار معارك داخل العاصمة وعلى المناطق القريبة منها. وقد تلقّى الجمهوريون المحاصرون الدعم العسكري والاقتصادي من الصين ومصر وسوريا، كما تلقوا الدعم الدبلوماسي من الجزائر. ورغم تفوق الملكيين في اغلب الجوانب إلا أن نهاية الحصار شهدت انتصار الجمهوريين الذي كان من أبرز نتائجه اعتراف المملكة العربية السعودية الداعم الرئيسي للملكيين بالجمهورية في صنعاء عام 1970.

## مقدمة
سبق حصار صنعاء العديد من المؤتمرات والمبادرات لمحاولة وقف الحرب بين الملكيين والجمهوريين ولكنها باءت جميعها بالفشل. وكان من أهم هذه المبادرات مبادرة القمة العربية في الخرطوم التي انعقدت بعد حرب 1967 وشكلت لجنة ثلاثية سُميت بلجنة السلام وكان من مهامها ضمان انسحاب القوات المصرية ووقف الدعم السعودي للملكيين وإجراء استفتاء شعبي يمني لتحديد مستقبل البلاد. وقد أدى فشل جميع المبادرات السلمية بالإضافة لانسحاب القوات المصرية إلى ضعف موقف الجمهوريين وهجوم الملكيين على صنعاء.

## مؤتمر الخرطوم
عقد مؤتمر القمة العربية بالخرطوم إثر نكسة حرب حزيران، وكان ضمن جدول أعماله القضية اليمنية، وتوصّل المؤتمر إلى قرار بتشكيل لجنة ثلاثية (سميت لجنة السلام) (مكونة من مندوبين عن السودان، العراق، المغرب، برئاسة محمد أحمد المحجوب )، وكانت مهمة هذه اللجنة:
1. الإشراف على الانسحاب الكامل للقوات المصرية من اليمن، على أن يتم ذلك قبل منتصف ديسمبر 1967.
2. الإشراف على وقف الإمدادات المادية والعسكرية من المملكة العربية السعودية للملكيين.
3. الإشراف على إجراء استفتاء شعبي عام يقرر اليمنيون فيه ويؤكدون النظام الذي يرتضونه.
4. تشكيل حكومة ذات قاعدة عريضة من جميع الأطراف المعنية .

وقد وصلت اللجنة الثلاثية إلى صنعاء في 3 أكتوبر 1967 ، والتقت بالقيادة المصرية، ورفض رئيس الجمهورية المشير عبد الله السلال مقابلتها، وقد أحدث وجود هذه اللجنة ردود فعل عنيفة في أوساط الجماهير التي سارت بمظاهرة إلى مبنى القيادة المصرية، مما أدى إلى إطلاق النار، وقتل وجرح أشخاص من جراء الاشتباك بين الجنود المصريين والمواطنين اليمنيين، وكان الرأي منقسماً في القيادة اليمنية حول استقبال اللجنة الثلاثية: فاتجاه يرى أنه لا بد من استقبال هذه اللجنة واتخاذ موقف مرِن والحوار معها، أما الاتجاه الآخر، فيرى عدم قبول اللجنة أو التحدث إليها لأن ذلك يعني الحوار حول (الدولة الإسلامية).
وبرزت أصوات المقاتلين القائلة بأنه لا مساومة، وأصبح السلاح هو الحكم فيما بين الملكيين والجمهوريين.

## الأوضاع قبل الحصار

### الوضع السياسي
بعد أن فشلت كل المؤتمرات والمحاولات لوضع حد للحرب بين الملكيين والجمهوريين، وخاصة بعد فشل اللجنة الثلاثية التي تشكلت ضمن قرارات مؤتمر الخرطوم، وبعد هجوم الملكيين على العاصمة، في ظل انقسام الصف الجمهوري على نفسه عقب قيام حركة 5 نوفمبر، سكت الجانب المنادي بالحوار والتفاوض في الصف الجمهوري، وأصبح رأي الجميع واحداً ورفع شعار «الجمهورية أو الموت». ولم يتبق أمام المدافعين خيار غير إسناد ظهورهم إلى الحائط والصمود والوقوف وقفة رجل واحد، وقد أظهر الجمهوريون تماسكاً شكّل منعطفاً تاريخياً، بالإضافة إلى أن السياسة الخارجية للجمهوريين اتسمت بالمصداقية ومثّلت انعكاساً لإرادة المدافعين، وبهذا اتسمت السياستان الداخلية والخارجية بتناغم أدى إلى تغيير آراء الحكومات الخارجية ومواقفها من الجمهوريين، وبدأ التعاطف معهم.. جاء هذا التغيير بعد أن يئس البعض من استمرار النظام الجمهوري، ولكن الصمود كذب كل ظن.

### الوضع الاقتصادي والتمويني
ورثت ثورة 26 سبتمبر 1962م نظاماً اقتصادياً متخلفاً بسبب العزلة الداخلية والخارجية، وكانت البنى التحتية للبلاد تعتمد على الاقتصاد العائلي، وعلى الزراعة البدائية، وزادت الحرب بين الجمهوريين والملكيين الاقتصاد ضعفاً.. لولا المساعدات التي كانت تقدمها الجمهورية العربية المتحدة «مصر» والمنظومة الاشتراكية، وكان لانسحاب القوات المصرية أثر كبير على الإمداد والتموين، وخاصة للقوات المسلحة اليمنية، وكان من نتيجة قطع الطرق وحصار صنعاء بالطبع، قلة أو انعدام وصول الإمداد والتموين (هذا هدف رئيسي للمهاجمين) بالإضافة إلى أن الملكيين ركّزوا مدفعيتهم من الجبال التي سيطروا عليها على قصر السلاح، وبه المخزون الاستراتيجي لغذاء الجنود وسلاحهم، فأوقفت حركة الإمداد والتموين تماماً، ولكن المدينة الصامدة لم تستسلم، فقد أخرج سكان صنعاء كل ما لديهم من مخزون سلعي وساعدوا المدافعين بكل ما كانوا يطلبونه، وتحول الكثير من أبناء العاصمة إلى مقاومة شعبية، والتحق البعض بالقوات المسلحة أو الأمن، وفرضت الرقابة على النشاط التجاري وعلى الأسعار التي تم تحديدها والالتزام بها كما تم مصادرة السلع المخفية، ورغم انقطاع العاصمة عن العالم الخارجي إلا أن المحافظات الأخرى دفعت المساعدات بالمواد الاساسية والذخيرة والرجال بطرق مختلفة، وكان للطيران المدني دوره الكبير، إذ قام بنقل الذخيرة والمواد الأساسية من الحديدة إلى صنعاء بصورة مستمرة رغم المخاطر التي كان يتعرض لها من نيران الملكيين، وكانت تهبط الطائرات في بعض الحالات في شوارع صنعاء مغامرة من الطيارين الذين يصرّون على إيصال المدد للمدافعين، وخاصة الذخيرة التي كانت بالنسبة للمدافعين قضية حياة أو موت.

### الوضع العسكري
منذ قيام الثورة في 1962م، والملكيون يقومون بين فترة وأخرى بالهجوم على بعض المعسكرات وقطع طرق الإمداد، بل واحتلال بعض المدن، وبعد انسحاب القوات المصرية في 1967م انتهزت القوى المعادية للجمهورية هذه الظروف التي كانت تعتقد أنها الفرصة الممتازة لإسقاط العاصمة صنعاء واحتلالها مستندة إلى عدة اعتبارات وحسابات منها: التفوق العسكري على الفرق الجمهورية من حيث عدد الأفراد والأسلحة الحديثة والقيادة والخبرة الأجنبية.. ومنها أن احتلال بعض المدن البعيدة قد برهن على عدم جدواه، كما أن السائد لدى الملكيين أن الجيش المصري هو الذي كان يدافع عن صنعاء وغيرها، ومن ثم فإن انسحاب المصريين قد شكّل لهم وضعاً مناسباً لإسقاط العاصمة، هذا إلى جانب الخلاف بين الجمهوريين وخاصة عقب حركة 5 نوفمبر 1967م، وبالإضافة إلى أن الملكيين لا بد أنهم كانوا على اطلاع بأن الدبابات وناقلات الجنود المدرعة لدى الجمهوريين أصبحت غير صالحة للعمل.. كل هذه العوامل شكّلت بالنسبة للملكيين الدوافع الرئيسية لحصار صنعاء وإسقاطها بالتعاون مع المرتزقة، وبالدعم المادي والمعنوي الذي كان يتلقاه الملكيون من المملكة العربية السعودية وغيرها. (وكان الجيش الجمهوري في هذه الظروف ضعيفاً في تكويناته وتدريبه وإمكاناته، وخاصة خطوط إمداداته واتصالاته) ورغم ذلك وقف بإمكاناته المحدودة الوقفة المشرفة بالتعاون مع كل فئات الشعب.. فقد تعاونت المقاومة الشعبية مع القوات المسلحة والأمن، وشاركت في أعمال الحراسة، وتوزيع السلع التموينية، وفي القتال عند الحاجة، وشارك في الدفاع عن صنعاء الجيش الشعبي المكون من كل أبناء اليمن.. أما الطيران العسكري فقد شارك بفعالية إذ قام بضرب تجمعات المهاجمين، وهكذا تكاتفت الجهود للدفاع عن العاصمة من داخلها كما تكاتفت الجهود بتجميع أبناء المحافظات الأخرى لاختراق الحصار وفتح الطرقات، كما أن المحافظات الجنوبية (سابقاً) ساهمت في هذه الملحمة فبعد الاستقلال أيّدت الجبهة القومية الجمهوريين في الشمال ففي 8 فبراير 1968م اتحدت وحدتان من قوات جيش اليمن الجنوبي مع فصائل من الجيش الجمهوري للهجوم على رجال القبائل الملكيين على حدود بيحان على طول نقاط الحدود المشتركة في ذلك التاريخ، هذا بالإضافة إلى الافراد المتطوعين للعمل في صفوف الجمهوريين، وخسر الملكيون بعد تحرير الجنوب مصدراً رئيسياً للإمداد والتموين ومركزاً هاماً لتدريب وتجميع المرتزقة الأجانب.

## موقف الجمهوريين
كان وضع الجمهوريين في العاصمة صنعاء صعباً، فقد ترك انسحاب القوات المصرية ومعها أسلحتها الثقيلة فراغاً كبيراً كما كان التفوق العسكري في صالح الملكيين. وكانت قد تعطلت معظم الدبابات والعربات المدرعة وناقلات الجند الجمهورية. وحدث خلاف بين الجمهوريين على خيار الحرب والسلم. وأدى هذا الخلاف إلى شعور بعض الدول الداعمة لهم بالشك في قدرتهم على الصمود فقلّت إمدادات السلاح والمؤن وانسحبت معظم البعثات الدبلوماسية من صنعاء ما عدا بعثتي الصين والجزائر.
وكان عدد مقاتلي الجمهوريين 4,000 مقاتل، أما أنواع الأسلحة فكانت مدافع عيار 75 و 120 و 82 مم ودبابات تي-34 ومدافع ميدان عيار 85 و 75 مم ومدافع مضادة للطائرات وسرب ميج-17 وطائرات إليوشن قاذفة وطائرات نقل عسكرية.

## موقف الملكيين
كان وضع الملكيين جيداً بالمقارنة مع نظرائهم الجمهوريين. فكان عدد مقاتليهم 50,000 مسلح بالإضافة إلى 8,000 جندي نظامي مدرب ومعهم المئات من المرتزقة الأجانب.[بحاجة لمصدر]
وبعد انسحاب القوات المصرية من اليمن قام الملكيون بالهجوم على العديد من المدن ونجحوا في احتلال صعدة وحاصروا حجة واستفادوا من الجبال التي سيطروا عليها مثل جبلي عيبان والطويل المشرفين على صنعاء ونصبوا عليها مدافع الهوزر. كما سيطروا على قصر السلاح وقطعوا خطوط الإمداد على الجمهوريين.

## خطط المتحاربين وأحداث الحصار

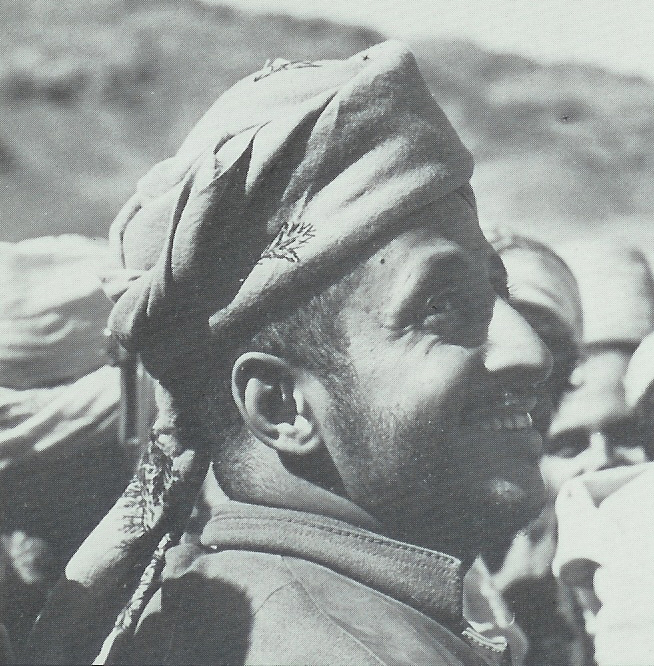
الأمير محمد بن حسين نائب الإمام البدر

وضع خطة الملكيين للهجوم على العاصمة عدد من الخبراء المرتزقة الأجانب وكان من أهم نقاط هذه الخطة: قطع طرق الإمداد والتموين ومهاجمة المواقع العسكرية للجمهوريين والقصف المدفعي على المنشآت الهامة خصوصاً الإذاعة والقصر الجمهوري. وقسمت القوات الملكية إلى أربع محاور تهاجم من جميع الجهات ويقود هذه المحاور قاسم منصر من الشرق، أحمد بن الحسين حميد الدين من الغرب، على بن إبراهيم حميد الدين من الشمال وناجي علي الغادر وقاسم سقل من الجنوب. وكان مع كل محور عدد من الخبراء الأجانب.
وكانت خطة الجمهوريين تعتمد بالمثل على مجابهة هذه المحاور. وقد قامت القيادة باستدعاء القوات إلى داخل العاصمة فأمرت قوات المظلات والصاعقة بالعودة من طريق الحديدة وأعادت لواء النصر من ثلا، وكان الفريق/حسن العمري رئيس الوزراء القائد العام للقوات المسلحة ومعه النقيب عبد الرقيب عبد الوهاب نعمان الدور الأكبر والبارز في انتصار الجمهورين في حصار السبعين حيث يحاول البعض محو تاريخ النقيب عبد الرقيب الذي أطلق شعار «الجمهورية أو الموت» وشكّل تواجده في رئاسة هيئة الأركان وقيادة الصاعقة ثقه لجميع أفراد جيش الجمهوريين حيث كانت علاقته بهم إيجابية ويحبه الجميع وقد شهد له قادة الملكيين بجرائته وحنكته ودهائه الذي مكّن الجمهورين من الدفاع عن صنعاء ووصفه القائد قاسم منصر ببطل حرب السبعين. ولا ننسى دور الجندي محمد أحمد الصغير الزكري الذي كان وجوده في صف الجمهوريين دورا هاما في قلب موازين القوى على الملكيين.
وقد استمرت معركة الحصار سبعين يوماً ربحها الجمهوريون في النهاية. وشارك الطيران الحربي والمدني الجمهوري مشاركة فعالة في كسب المعركة كما دعمت بعض الدول مثل الصين ومصر وسوريا والاتحاد السوفيتي بالإضافة إلى الدعم الدبلوماسي الجزائري.
كان لانتصار الجمهوريين في معركة السبعين الأثر الكبير على مصير مستقبل اليمن، فقد انسحبت بريطانيا من اتحاد الجنود العربي، واعترفت المملكة العربية السعودية بالجمهورية اليمنية عام 1970. وأقرت هدنة بين المتحاربين كما أكملت مصر انسحابها من اليمن عام 1971.

## ابرز الشهداء
- المقدم/ عبد الله حمود البليلي.
- المقدم/ أحمد عبد الوهاب السماوي.
- المقدم/ مرشد قايد السريحي.
- الشهيد المقدم/ أحمد حسين حميد.
- الرائد/ علي صالح احمد عطيفة.
- الشهيد الرائد/ منصور علي الضلعي.
- النقيب الطيار/ علي سعد الربيعي ، حيث سميت قاعدة الحديدة الجوية باسم قاعدة الربيعي الجوية تخليداً لذكرى ذلك البطل.
- المقدم الطيار/ محمد الديلمي ، حيث سميت قاعدة صنعاء الجوية باسم قاعدة الديلمي الجوية تخليداً لذكرى ذلك البطل.
- النقيب/ عبد الله هلال حزام.
- النقيب/ صالح عبد الله عبد الله النجار.
- الملازم/ عبده قاسم الحبيشي.
- الملازم/ أحمد عبده فارع.
- المقدم/ عبد الرقيب عبد الوهاب.
- الملازم/ عبد الوهاب الأكوع.
- الملازم/ أحمد محمد طعيمان الجهمي.
- الملازم/ علوي محمد الجبري.
- الملازم/ أحمد عبد الوهاب الانسي.
- الجندي/ عبد الرب أحمد سالم العبسي.
- الشهيد/ حميد الزرقة.
- الشهيد/ خالد سيف عبد الله الدبع.
- الشهيد/ عبد الله أحمد مفتاح.

## وصلات خارجية
- حصار صنعاء المقدمات والنتائج - صحيفة 26 سبتمبر اليمنية
- حصار صنعاء والتطورات اللاحقة في اليمن حتى عام 1970:المقدمات السياسية لحصار صنعاء »2«
- ملحمة السبعين محنة التحدي وانجاز الإرادة
- ملحمة السبعين وواحدية الثورة والدفاع عنها :بعد حركة 5 نوفمبر 67 تسارعت هجمات الإماميين وأعداء الثورة والجمهورية